# 亚历山德里夫斯凯 (克拉斯诺赫拉德区)
亚历山德里夫斯凯（烏克蘭語：Олександрівське），是烏克蘭東部哈爾科夫州别列斯京区克希奇夫卡市镇内的村落。始建於1900年，面積0.67平方公里，海拔高度163米，2001年人口646，人口密度每平方公里968.5人。